# Taça de Portugal de Hóquei em Patins Feminino de 2017–18
A Taça de Portugal de Hóquei em Patins Feminino de 2017–18, foi a 26ª edição da Taça de Portugal, ganha pelo SL Benfica (5º título).

## Final
A final foi disputada no Domingo, 24 de Junho de 2018 as 17:00, Pavilhão Clube Atletico de Campo de Ourique. Árbitros: Sílvia Coelho, Vera Fernandes e Gisela Infante
|            | Resultado |              |
| ---------- | --------- | ------------ |
| SL Benfica | 7 – 3     | CH Carvalhos |

## Meias-finais
As partidas foram disputadas a 23 de Junho de 2018. Árbitros:  1º Jogo Sílvia Coelho, Helena Fresco e Vera Fernandes e 2º Jogo Vera Fernandes, João Martins e Helena Fresco
|                   | Resultado |              |
| ----------------- | --------- | ------------ |
| CA Campo Ourique  | 2 – 4     | CH Carvalhos |
| Stuart HC Massamá | 2 – 5     | SL Benfica   |

## Quartos de final 2ª Mão
A duas primeiras partidas foram disputadas a 04 de Março de 2018 e as duas seguintes no dia 03 de Março de 2018.
|                  | Resultado |                   |
| ---------------- | --------- | ----------------- |
| AD Sanjoanense   | 0 – 5     | Stuart HC Massamá |
| A Acad. Coimbra  | 3 – 4     | SL Benfica        |
| CH Carvalhos     | 9 – 0     | C. Acad. Feira    |
| CA Campo Ourique | 4 – 4     | C Infante Sagres  |

## Quartos de final 1ª Mão
A primeira partida foi disputada a 06 de Janeiro de 2018, a segunda 21 de Fevereiro de 2018, a terceira a 18 de Fevereiro de 2018 e a quarta a 17 de Fevereiro de 2018.
|                   | Resultado |                  |
| ----------------- | --------- | ---------------- |
| Stuart HC Massamá | 9 – 2     | AD Sanjoanense   |
| SL Benfica        | 6 – 3     | A Acad. Coimbra  |
| C. Acad. Feira    | 2 – 3     | CH Carvalhos     |
| C Infante Sagres  | 2 – 3     | CA Campo Ourique |

## 1ª Eliminatória 2ª Mão
Todos os Jogos a 25 de Novembro 2017
|                    | Resultado |                      |
| ------------------ | --------- | -------------------- |
| FC Alverca         | 0 – 7     | A Acad. Coimbra      |
| AJ Salesiana       | 0 – 1     | CA Campo Ourique     |
| C Acad. Feira      | 3 – 3     | AF Arazede           |
| C Infante Sagres   | 10 – 2    | FC Oliveira Hospital |
| ACD Vila Boa Bispo | 3 – 3     | AD Sanjoanense       |
| UDC Nafarros       | 0 – 15    | SL Benfica           |
| APAC Tojal         | 1 – 3     | Stuart HC Massamá    |

## 1ª Eliminatória 1ª Mão
A primeira partida foi disputada a 04 de Novembro de 2017 e as restantes no dia 05 de Novembro de 2017.
|                      | Resultado |                    |
| -------------------- | --------- | ------------------ |
| AD Sanjoanense       | 2 – 0     | ACD Vila Boa Bispo |
| FC Oliveira Hospital | 3 – 7     | C Infante Sagres   |
| AF Arazede           | 2 – 3     | C Acad. Feira      |
| CA Campo Ourique     | 4 – 3     | AJ Salesiana       |
| A Acad. Coimbra      | 5 – 1     | FC Alverca         |
| SL Benfica           | 20 – 1    | UDC Nafarros,      |
| Stuart HC Massamá    | 1 – 0     | APAC Tojal         |